# OpenAI
Cet article possède un paronyme, voir OpenAL.
OpenAI (« AI » pour artificial intelligence, ou intelligence artificielle) est une entreprise américaine d'intelligence artificielle (IA) fondée en 2015 à San Francisco en Californie. Sa mission est de développer et de promouvoir une intelligence artificielle générale « sûre et bénéfique à toute l'humanité ».
L'entreprise est notamment connue pour ses grands modèles de langage tels que GPT-4o, la série de modèles de génération d'images DALL-E, et le modèle de génération de vidéos Sora. Son lancement de ChatGPT en novembre 2022 a déclenché un intérêt mondial pour les agents conversationnels et l'IA générative, attirant 100 millions d'utilisateurs en à peine deux mois.
OpenAI est notamment composée d'une association à but non lucratif, « OpenAI, Inc. », et d'une filiale à but lucratif plafonné, « OpenAI Global, LLC ». Microsoft détient environ 49 % du capital d'OpenAI, ayant investi 13 milliards de dollars. Microsoft fournit également des capacités de calcul à OpenAI via sa plateforme cloud Microsoft Azure.
En novembre 2023, le PDG Sam Altman a été licencié par le conseil d'administration, qui a remis en doute sa sincérité, avant de le réintégrer cinq jours plus tard à la suite de négociations, entraînant une modification du conseil d'administration. L'entreprise a fait l'objet de controverses concernant notamment le respect des droits d'auteur et du RGPD, sa bifurcation vers une structure à but lucratif, la révélation d'accords de non-dénigrement qui interdisaient aux anciens employés de critiquer l'entreprise, et le départ de chercheurs en sûreté de l'IA.

## Histoire

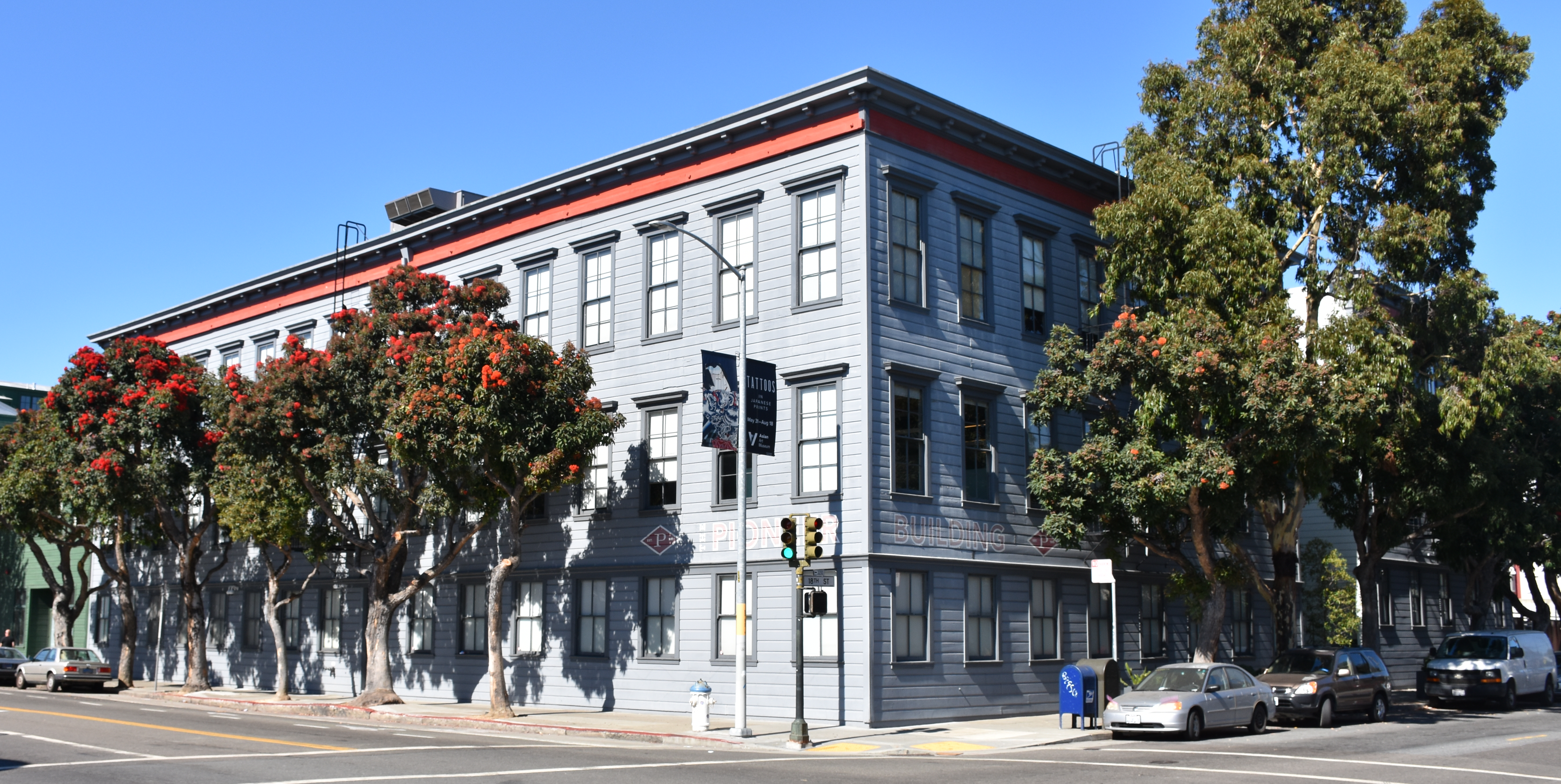
Pioneer Building, siège social historique initial des startups OpenAI et Neuralink, à San Francisco.

OpenAI est fondée en tant qu'association à but non lucratif, le 11 décembre 2015, avec pour siège social initial historique le Pioneer Building de San Francisco, au nord de la Silicon Valley en Californie,,,, suivie en 2020, dans les mêmes lieux, de la seconde startup Neuralink de recherche en neurotechnologie d'Elon Musk. Selon la charte d'OpenAI, sa mission est de « garantir que l'intelligence artificielle générale (IAG) — par laquelle nous entendons des systèmes hautement autonomes qui surpassent les humains dans la plupart des travaux économiquement valorisés — profite à toute l'humanité. »

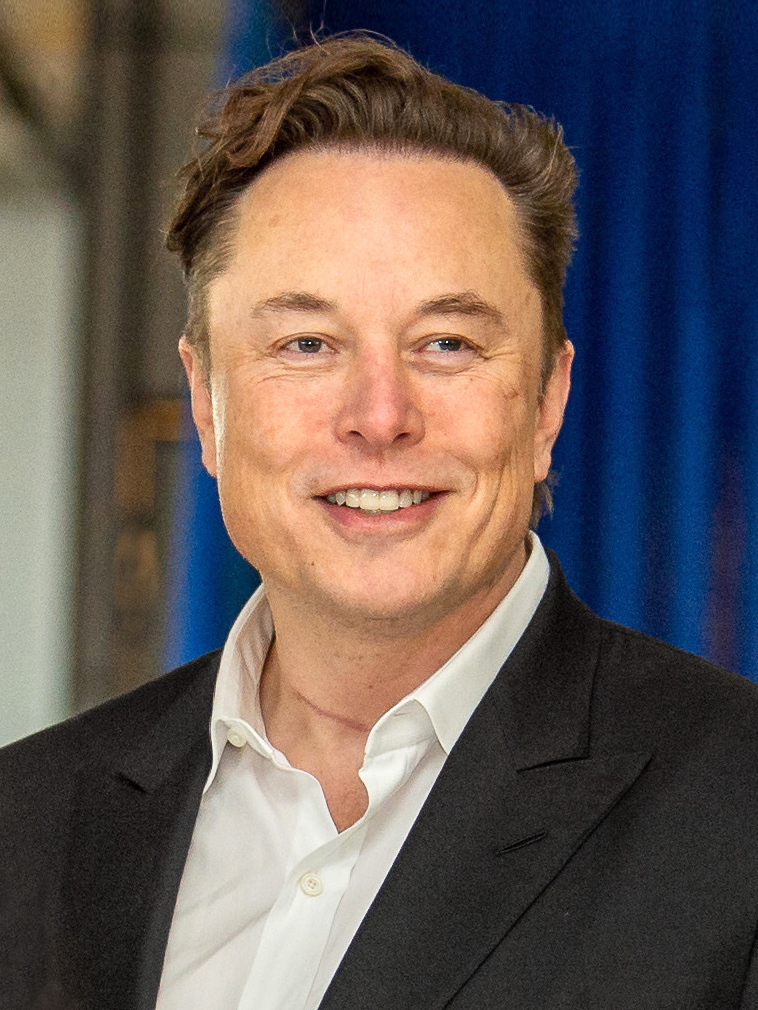
Elon Musk.
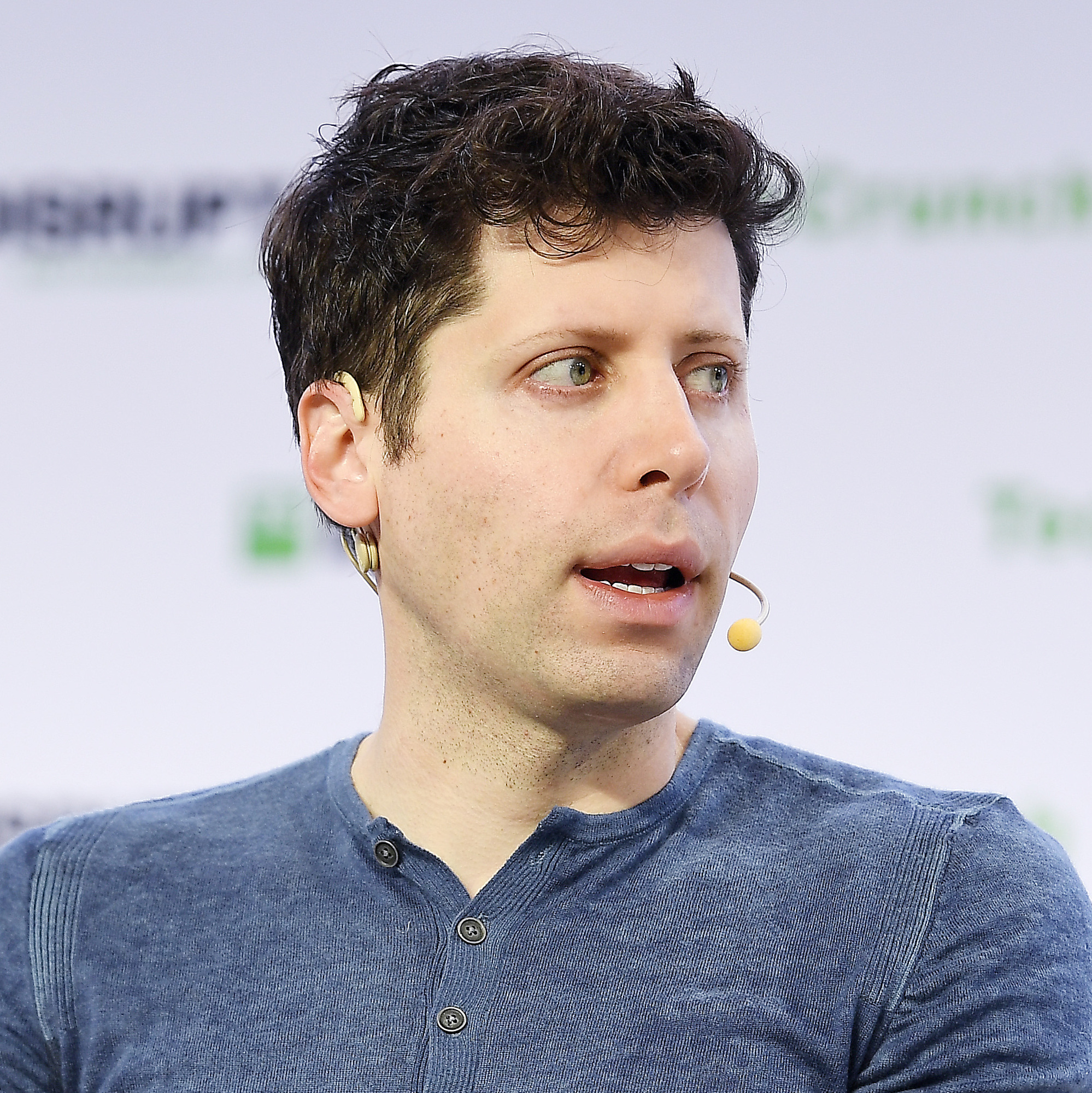
Sam Altman.

Les deux présidents en sont Elon Musk et Sam Altman, les membres, Jessica Livingston, YC Research (branche de Y Combinator destinée à l'innovation), Peter Thiel (capital-investisseur), Amazon Web Services, Reid Hoffman et Infosys, une société indienne. Musk, Thiel et Hoffman se sont connus à l'époque de PayPal.
Le cofondateur Greg Brockman (en) a pu attirer certains des meilleurs chercheurs de l'époque en apprentissage automatique, notamment avec des salaires attractifs et une vision commune.
Les fondateurs se sont engagés en 2015 sur un budget global d'un milliard de dollars, cependant seule une faible part serait utilisée dans les premières années.
Elon Musk quitte la société en 2018 à la suite d'un conflit de direction,.
En mars 2019, l'association devient une entreprise à but lucratif plafonné pour attirer des capitaux,. L'objectif de ce nouveau statut est de permettre aux investisseurs de recevoir une partie des bénéfices de la société jusqu’à un maximum de 100 fois la mise de départ.
En 2019, Microsoft a par ailleurs annoncé son intention d'investir un milliard de dollars dans OpenAI, en échange d'un partenariat privilégié avec l'organisme, lorsque la société commercialisera ses technologies d'intelligence artificielle.
En 2020, OpenAI lance GPT-3, un modèle de langage entraîné sur une grande quantité de texte issu d'internet[réf. nécessaire]. Puis, en 2021, OpenAI annonce DALL-E, la première version d'un modèle capable de générer des images à partir de descriptions textuelles.
En 2021, OpenAI a lancé le OpenAI Startup Fund. Grâce à un fonds initial de 100 millions de dollars, celui-ci cherche à investir dans quelques startups d'intelligence artificielle pouvant avoir un effet transformateur sur la société, dans des domaines tels que les soins de santé, le changement climatique ou l'éducation, et « où les outils d'IA peuvent autonomiser les gens en les aidant à être plus productifs,. »
En 2022, OpenAI acquiert une renommée mondiale après la sortie de ChatGPT, un modèle de langage accessible gratuitement. Basé sur GPT 3.5, ChatGPT a été spécifiquement entraîné pour le dialogue.
En janvier 2023, Microsoft annonce un investissement de 10 milliards de dollars réparti sur plusieurs années, et commence ensuite à intégrer la technologie de ChatGPT dans des produits comme Bing, Office ou Outlook.
En février 2023, la société OpenAI est valorisée à 29 milliards de dollars américains.
Le 14 mars 2023, OpenAI annonce officiellement GPT-4, un modèle de langage plus puissant et capable aussi d'analyser des images. Une version de ChatGPT basée sur GPT-4 devient accessible via l'abonnement payant « ChatGPT Plus ».
En mai 2023, les cofondateurs d'OpenAI Sam Altman, Greg Brockman et Ilya Sutskever publient des recommandations sur la gouvernance des superintelligences,. Ils y déclarent qu'en moins de 10 ans, l'IA pourrait dépasser les compétences des meilleurs experts dans la plupart des domaines, ouvrant la voie à un futur « radicalement plus prospère » à condition de « gérer les risques pour y arriver ». Ils y recommandent d'encourager la recherche sur la question du contrôle des superintelligences, ainsi que d'améliorer la coordination internationale par exemple à travers un projet commun, et de créer une organisation de surveillance similaire à l'Agence internationale de l'énergie atomique (AIEA) pour superviser les modèles d'IA les plus puissants. Ils estiment cependant que ces mesures ne devraient concerner que les modèles d'IA dépassant un certain seuil d'aptitude, afin de ne pas entraver l'innovation pour des modèles moins dangereux,.
Après avoir ouvert un bureau londonien en juin 2023, son premier hors des États-Unis, OpenAI annonce également s'installer dans l'Union européenne en ouvrant un bureau à Dublin fin 2023.
En novembre 2023, Sam Altman est destitué de son poste de CEO en raison du manque de confiance du conseil d'administration à son égard, la directrice technique Mira Murati prenant la relève de manière intérimaire. Le même jour, Greg Brockman, cofondateur d'OpenAI, annonce son départ comme président du conseil d'administration. Deux jours plus tard, Emmett Shear est annoncé au poste de CEO par intérim, tandis qu’Altman et Brockman rejoignent les rangs de Microsoft. Quelques jours plus tard, Sam Altman redevient CEO d'OpenAI et Greg Brockman réintègre le conseil d'administration.
Le 13 mai 2024, OpenAI intègre son nouveau modèle GPT-4o à ChatGPT. Celui-ci peut traiter et générer du texte, du son ainsi que des images. Il est également deux fois plus rapide que GPT-4 Turbo, tout en offrant de meilleures performances.
Le 14 mai 2024, le scientifique en chef Ilya Sutskever démissionne et est remplacé par Jakub Pachocki (en). Quelques heures plus tard, Jan Leike, qui menait avec Ilya Sutskever le projet de « superalignement », démissionne également, citant une érosion de la confiance dans la direction et un manque de priorisation de la sécurité. Cela fait suite à des démissions et licenciements d'autres chercheurs en sûreté de l'IA dans les mois qui précèdent. Le 5 août 2024, John Schulman (en), cofondateur d'OpenAI et figure clé du développement de ChatGPT, a quitté OpenAI pour rejoindre la startup concurrente Anthropic et se concentrer sur la recherche en alignement de l'IA.
Fin septembre 2024, Mira Murati annonce son départ de l'entreprise, en même temps que Bob McGrew, directeur de la recherche de l'entreprise, et Barret Zoph, vice-président de la recherche. Avec ces départs, Sam Altman et Wojciech Zaremba sont alors les seuls cofondateurs restants de l'équipe initiale (de 11 personnes),. Cela survient peu après que des rumeurs aient suggéré un potentiel changement de la structure de l'entreprise, qui passerait d'une entité à but lucratif plafonné (OpenAI Global, LLC) contrôlée par une entité à but non lucratif (OpenAI, Inc.) à une entreprise d'utilité publique, qui serait plus propice à la recherche de bénéfices,.
Le 2 octobre 2024, OpenAI annonce une nouvelle levée de fonds de 6,6 milliards de dollars, portant la valeur de l'organisme à 157 milliards de dollars. Dans le même mois, on apprend que selon l'entente entre Microsoft et OpenAI, Microsoft obtient 75 % de tous les bénéfices d’OpenAI jusqu’à ce que les 13 milliards de dollars investis soient remboursés. Le 9 octobre 2024, OpenAI annonce l'ouverture d'un bureau à Paris avant la fin de l'année. Le même mois, Sébastien Bubeck (en), l'un des chercheurs en intelligence artificielle les plus importants de Microsoft, est débauché par OpenAI et rejoint l'entreprise.
En février 2025, un consortium d'investisseurs (Valor Equity Partners, Baron Capital (en), Atreides Management, Vy Capital et 8VC (en)) mené par Elon Musk, cofondateur de l'entreprise, propose de racheter OpenAI pour 97 milliards de dollars. Sam Altman rejette l'offre,, un rejet confirmé à l'unanimité par le conseil d'administration d'OpenAI.

## Motivations initiales
Certains scientifiques comme Stephen Hawking et Stuart Russell ont évoqué le risque que l'intelligence artificielle (IA) soit dans le futur capable de s'auto-améliorer, ce qui selon eux pourrait causer une « explosion d'intelligence » pouvant mener à l'extinction de l'humanité. Le cofondateur Elon Musk a décrit l'IA comme la « pire menace existentielle ». OpenAI a été créée dans le but de réduire ces risques. Les fondateurs en ont fait un organisme à but non lucratif, afin qu'elle concentre ses recherches sur les moyens de rendre l'IA bénéfique pour l'humanité.
Elon Musk et Sam Altman ont affirmé être en partie motivés par la sûreté des intelligences artificielles et les risques de catastrophe planétaire liés à l'intelligence artificielle générale,. Selon OpenAI, « il est difficile d'imaginer à quel point l'IA de niveau humain pourrait améliorer la société, et il est tout aussi difficile d'imaginer à quel point ça pourrait nuire à la société si c'était mal conçu ou utilisé ». Remettre à plus tard la recherche sur la sûreté pourrait être dangereux : « il est difficile de prédire quand l'IA de niveau humain pourrait devenir faisable ». OpenAI affirme que l'IA « devrait être une extension de la volonté humaine et, dans un esprit de liberté, distribuée aussi largement et aussi équitablement que possible ». Sam Altman s'attend en 2015 à ce que ce projet dépasse un jour l'intelligence humaine.
L'ancien PDG d'Infosys, Vishal Sikka (en) a annoncé en 2015 que le fait que OpenAI soit ouvert et produise des résultats dans l'intérêt général de l'humanité était une condition essentielle de son support, ajoutant que « OpenAI s'aligne très bien avec nos valeurs de longue date ». Cade Metz, du magazine Wired, suggère que des corporations comme Amazon pourraient être motivées par le fait d'utiliser des logiciels et des données open source pour se mettre au niveau de corporations comme Google et Facebook, qui ont d'énormes quantités de données propriétaires.

## Stratégie
Elon Musk a posé la question : « Quelle est la meilleure chose que vous puissiez faire pour garantir que le futur soit bien ? Nous pourrions nous poser à l'écart ou encourager une surveillance réglementaire, ou nous pourrions participer avec la bonne structure et avec des personnes qui se soucient profondément du fait de développer l'IA de manière sûre et bénéfique pour l'humanité. » Il a reconnu qu'« il y a toujours un risque pour qu'en essayant de faire avancer l'IA [amicale] on puisse créer ce qui nous inquiète » mais affirme que la meilleure défense est « de permettre au plus grand nombre d'avoir accès à l'IA. Si tout le monde a des pouvoirs d'IA, alors il n'y a aucun individu ou petit groupe d'individus possédant des super-pouvoirs d'IA. »
La stratégie contre-intuitive d'Elon Musk et Sam Altman pour réduire les risques à grande échelle posés par l'IA, qui consiste à donner à tout le monde accès à l'IA, est controversée même parmi ceux qui s'inquiètent de risques de catastrophe planétaire liés. Le philosophe Nick Bostrom est sceptique face à cette approche : « Si vous avez un bouton qui pourrait avoir un mauvais effet sur le monde, vous n'avez pas envie de le donner à tout le monde. » Au cours d'une conversation sur la singularité technologique en 2016, Sam Altman a dit qu'ils ne prévoyaient pas de diffuser tout leur code source et a mentionné un plan pour permettre à des gens du monde entier d'élire des représentants pour un nouveau conseil d'administration.
La décision initiale d'OpenAI, en 2019, de ne pas diffuser le code source de GPT-2 pour éviter le risque d'usages malveillants a été critiquée par les partisans d'un modèle ouvert au grand public, notamment parce que la recherche scientifique aurait besoin qu'OpenAI publie son travail pour pouvoir répliquer les résultats et pour mettre en place des contre-mesures. Delip Rao, expert en génération de texte, suggère aussi qu'OpenAI n'a pas « passé suffisamment de temps à prouver que c'était dangereux ».
En 2022, OpenAI a publié sa stratégie concernant le problème de l'alignement. OpenAI s'attend à ce que les techniques du moment ne suffisent pas à sécuriser les intelligences artificielles générales (IAG) : « l'IAG pourrait poser des risques substantiels à l'humanité, et résoudre le problème de l'alignement des IAG pourrait s'avérer si difficile que cela nécessiterait que toute l'humanité y travaille ensemble ». Ses membres explorent comment mieux exploiter les préférences humaines pour entraîner leurs systèmes d'IA. Ils envisagent aussi d'utiliser l'IA pour automatiser progressivement la recherche sur l'alignement.
En 2024, après le licenciement temporaire de Sam Altman et son retour, de nombreux employés ont progressivement quitté OpenAI, notamment parmi les chercheurs en sécurité de l'IA. La direction d'OpenAI a également planifié une restructuration afin de pouvoir fonctionner comme une entreprise à but lucratif. Cette restructuration pourrait offrir à Altman des parts de l'entreprise.

## Produits

### ChatGPT

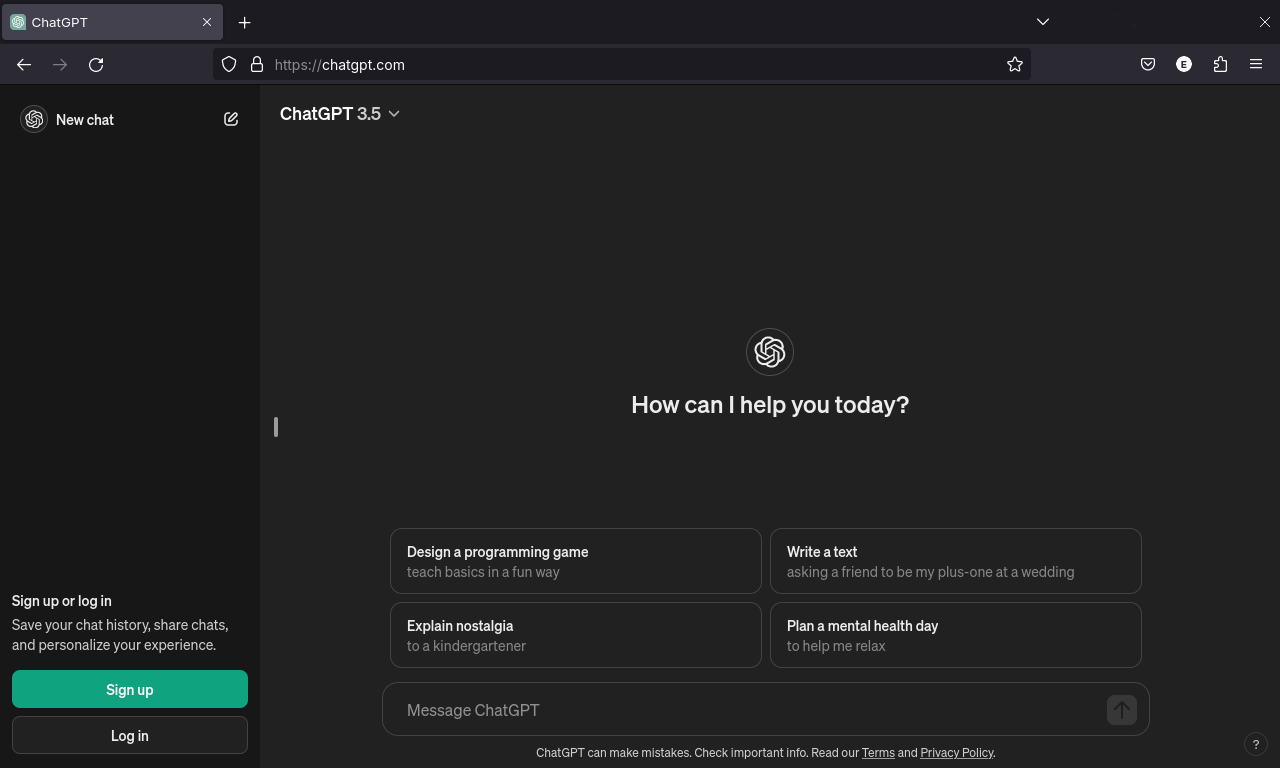
ChatGPT 3.5 en 2024.

Dérivé du modèle GPT-3.5 et lancé en novembre 2022, ChatGPT est un modèle de langage formé à partir d'une vaste quantité de données textuelles afin d'acquérir une compréhension approfondie du langage humain. ChatGPT peut être utilisé pour générer du texte de manière autonome, en imitant les styles et les sujets de conversation humains. Il peut également être utilisé pour améliorer les systèmes de dialogue en leur fournissant des réponses naturelles et pertinentes. En outre, ChatGPT peut s'adapter aux nouvelles données et retours des utilisateurs pour affiner ses capacités linguistiques, quand bien même cela suppose de renouveler un entraînement pour les intégrer,,.
L'une des caractéristiques de ChatGPT qui contribue à sa qualité de réponse est sa capacité à tenir compte du contexte grâce à sa mémorisation de la conversation en cours (jusqu'à un maximum de 3 000 mots environ).
Dès la sortie de GPT-4, ce modèle est ajouté à ChatGPT pour ses utilisateurs payants. OpenAI continue ensuite à développer des outils pour GPT-4 et à les intégrer sur ChatGPT, comme les plugins Avanced data analysis, Bing search ou DALL-E 3.
Une application mobile officielle voit également le jour sous Android et iOS, qui permet notamment de discuter de vive voix avec ChatGPT pour les abonnés,.
Fin octobre 2024, OpenAI dévoile ChatGPT Search, son moteur de recherche intégré à ChatGPT. Une annonce qui officialise une fonctionnalité attendue de longue date, et place OpenAI en concurrence frontale avec le géant du marché Google, son propre bailleur de fonds Microsoft (et son moteur Bing), ainsi que la start-up Perplexity.

### GPT-2
En février 2019, OpenAI met au point une intelligence artificielle nommée GPT-2 (Generative Pre-trained Transformer 2), capable d'écrire des articles de presse et des œuvres de fiction.
Reposant sur un générateur de texte qui assimile les mots reçus et détermine la suite la plus logique, qu'elle retransmet dans le même style, elle s'avère particulièrement performante, à tel point qu'il est impossible de faire la différence avec un texte écrit par un être humain.
Les chercheurs lui ont par exemple donné à lire la première phrase du roman 1984 de George Orwell : « C'était une journée ensoleillée et froide du mois d'avril et les horloges affichaient 13 h. » GPT-2 a alors compris qu'il s'agissait d'une œuvre évoquant le passé et écrite sous la forme d'une fiction et a ajouté : « J'étais dans ma voiture à Seattle en route pour mon nouveau travail. J'ai fait le plein, mis la clé sur le contact, et me suis laissé porter. J'ai imaginé à quoi ressemblerait ce jour. Dans cent ans à partir de ce jour. En 2045, j'étais professeur dans une école située dans une région pauvre de la Chine rurale. J'ai commencé avec l'Histoire de la Chine et l'Histoire de la science. » Ils lui ont également présenté un article du Guardian sur le Brexit et l'IA a été capable d'inventer des citations crédibles du député Jeremy Corbyn, principal opposant à Theresa May, et d'évoquer des thématiques précises liées au sujet, comme celle de la frontière irlandaise. Les chercheurs retardent la publication de leurs recherches, car ils estiment que GPT-2 a un potentiel « trop dangereux », étant donné que cette IA pourrait à terme servir à des actes mal intentionnés, comme générer des avis négatifs ou positifs sur des produits, des spams, des textes complotistes, voire des fausses nouvelles.

### GPT-3
La version bêta privée du successeur de GPT-2 ouvre en juillet 2020. Encore plus puissante, cette intelligence artificielle destinée au traitement du langage naturel présente 175 milliards de paramètres, soit au moins dix fois plus que n'importe quel programme comparable jusqu'alors, Différentes versions de GPT-3 peuvent être testées via le « playground » d'OpenAI.

### GPT-4
Le 14 mars 2023, OpenAI annonce la sortie de GPT-4, qui est capable de traiter non seulement du texte, mais aussi des images. GPT-4 peut lire, analyser et générer jusqu'à 25 000 mots, et écrire dans tous les principaux langages de programmation.

### GPT-4o
Le 13 mai 2024, OpenAI a sorti GPT-4o, qui peut traiter et générer du texte, des images et du son. Une version allégée, GPT-4o mini, a également été déployée.

### o1
En décembre 2024, OpenAI a sorti o1, un modèle qui prend plus de temps pour réfléchir avant de générer une réponse, offrant ainsi de meilleures performances pour les tâches nécessitant des raisonnement complexes, notamment en sciences et en programmation informatique. Une version préliminaire (o1-preview) ainsi qu'une version allégée (o1-mini) avaient déjà été déployées en septembre 2024,.

### o3
En avril 2025, OpenAI a sorti o3 (le direct successeur de o1) et o4-mini.

### DALL-E
Dérivé du modèle GPT-3, OpenAI développe également un générateur d'images nommé DALL-E, mot-valise évoquant à la fois le robot de Pixar WALL-E et le peintre Salvador Dalí. Ce modèle génératif peut créer des images originales à partir de texte. Le programme est capable de mettre en illustration des concepts très abstraits, voire farfelus, comme les dessins d'un radis promenant un chien en laisse.

#### DALL-E 2
Deuxième modèle crée par OpenAI permettant de générer des images plus détaillés en s'appuyant sur des descriptions plus précises.

#### DALL-E 3
Fin septembre 2023, OpenAI annonce sortir DALL-E 3, son dernier modèle de génération d'images à partir de texte, qui permet depuis de générer du texte cohérent sur les images. DALL-E 3 est également ajouté sur ChatGPT-4 pour les utilisateurs abonnés. DALL-E 3 a finalement été remplacé par le générateur d'images basé sur GPT-4o, qui est notamment plus performant pour générer des images contenant du texte.

### Sora
Annoncé le 15 février 2024 Sora est une intelligence artificielle développée par OpenAI, capable de générer des vidéos ultra-réalistes à partir d’un simple texte. Basée sur les recherches antérieures menées sur les programmes DALL-E et GPT, Sora est une innovation majeure dans le domaine de l’intelligence artificielle.
Sora peut générer des scènes complexes avec plusieurs personnages, des mouvements de caméra spécifiques et de nombreux détails apportés au sujet comme à l’arrière-plan. Elle peut créer des vidéos d’une durée maximale d’une minute tout en maintenant une qualité visuelle et respectant la demande de l’utilisateur. Sora peut également créer une vidéo à partir d’une image fixe ou allonger des vidéos existantes,.

### Microscope
Sorti en 2020, Microscope est un outil permettant de visualiser les neurones et couches de certains réseaux de neurones connus. Il est utilisé pour mieux comprendre le fonctionnement interne des réseaux de neurones.

### Whisper
Sorti en 2022, Whisper est un modèle polyvalent et multilingue de reconnaissance vocale. Il peut aussi identifier une langue et même effectuer des traductions, par exemple de vidéos ou films.

### GPTBot et collecte de contenu
Pour entrainer ses modèles, OpenAI procède à un crawling du web par son bot, nommé GPTBot. En janvier 2024, 88 % des principaux médias américains d'information bloquent GPTBot. Une analyse du magazine Wired indique que les médias de droite ont plus tendance à refuser de bloquer le scraping de leurs sites. En France, des médias de premier plan (Radio France, BFM TV, le groupe TF1, Le Figaro, L'Express, Le Point, Libération, Le Nouvel Obs, Mediapart, Télérama) bloquent l'accès d'OpenAI à leurs contenus,. Parmi les sites qui ont restreint l’accès au robot, on retrouve également Amazon et Quora.

## Controverses

### Contrat avec Sama
Une enquête de l’hebdomadaire Time publiée le 18 janvier 2023 décrit un contrat que OpenAI a passé avec Sama (en), une entreprise basée à San Francisco qui emploie des travailleurs au Kenya. OpenAI souhaitait entraîner un algorithme d'apprentissage automatique pour filtrer des textes en fonction de leur toxicité, permettant d'épurer les données d'entraînement de modèles de langage comme ChatGPT et les rendant ainsi moins toxiques. Pour entraîner cet algorithme à reconnaître si un texte est toxique ou non, OpenAI avait besoin d'exemples annotés et a fait appel à l'entreprise Sama pour l'annotation. Des employés de celle-ci se sont déclarés psychologiquement marqués par ce travail, les textes décrivant parfois des automutilations, incestes, contenus pédopornographiques ou tortures. Sur une journée de neuf heures, des employés ont déclaré devoir lire entre 150 et 250 textes faisant chacun de 100 à 1 000 mots et y signaler les passages sensibles. Le salaire versé par Sama à ses annotateurs était de 1,32 à 2 dollars de l’heure hors taxe (OpenAI ayant versé à Sama pour la prestation 12,50 dollars par heure de travail),.

### Activités à but lucratif
OpenAI, Inc. a été initialement conçue comme une organisation à but non lucratif avec pour mission officielle de faire en sorte que l'IA générale « bénéficie à toute l'humanité ». En 2019, elle a créé OpenAI Global, LLC, une filiale à profit plafonné contrôlée par l'organisation à but non lucratif. La création de cette filiale à but lucratif, le partenariat avec Microsoft et l'absence de publication des résultats de recherche et du code source ont été critiqués par certaines personnalités telles qu'Elon Musk, cofondateur d'OpenAI, qui y voit une trahison de la mission que s'était fixée l'organisation lors de sa fondation,. Ces critiques se sont matérialisées en plusieurs procès menés par Musk contre OpenAI.
D'autres critiques ont aussi été émises par Meta, qui a soutenu la plainte d'Elon Musk et de Shivon Zilis et qui a souligné dans une lettre au Procureur général de Californie que la manœuvre d'OpenAI créerait un dangereux précédent dans la Silicon Valley : « Si le nouveau modèle d'entreprise d'OpenAI est valable, les investisseurs à but non lucratif obtiendraient les mêmes bénéfices que ceux qui investissent de manière conventionnelle dans des entreprises à but lucratif, tout en bénéficiant de déductions fiscales accordées par le gouvernement. »
En décembre 2024, OpenAI a proposé un plan de restructuration visant à transformer cette entité à profit plafonné en une société d'intérêt public (PBC), et à la libérer du contrôle de l'organisation à but non lucratif. Cette dernière vendrait son contrôle et ses autres actifs, recevant des actions en retour, et utiliserait ces ressources pour financer et poursuivre des projets caritatifs distincts, notamment dans les domaines de la science et de l'éducation. La direction d'OpenAI a décrit ce changement comme nécessaire pour obtenir des investissements supplémentaires, et a affirmé que la mission fondatrice de l'organisation à but non lucratif, visant à garantir que l'IA générale « bénéficie à toute l'humanité », serait mieux accomplie. Le statut de société d'intérêt public au Delaware, que OpenAI recherche, implique en théorie mettre en balance la recherche de profit avec l'utilité publique. Cependant, ce statut offre très peu de garanties contraignantes, et généralement seuls les actionnaires, et non le public, peuvent engager des recours légaux si l'entreprise ne respecte pas sa mission d'intérêt public. Le plan de restructuration a été critiqué, notamment dans une lettre appelée Not For Private Gain (« Pas pour l'intérêt privé »), ainsi que par Elon Musk, et sa légalité a fait débat. Le 5 mai 2025, OpenAI a finalement annoncé renoncer à faire en sorte que l'organisation à but non lucratif cède son contrôle sur l'entité à but lucratif plafonné, affirmant néanmoins continuer la conversion de l'entité à but lucratif plafonné vers une société d'intérêt public.

### Bref départ d'Altman et de Brockman
Le 17 novembre 2023, Sam Altman est destitué de son poste de directeur de l'information à la suite d'une décision du conseil d'administration, composé de Helen Toner, Ilya Sutskever, Adam D'Angelo (en) et Tasha McCauley, citant un manque de confiance en lui. Mira Murati, directrice de la technologie, assure l'intérim. Greg Brockman (en), président de OpenAI, est également destitué de son poste de président du conseil d'administration,. Peu après cette annonce, Brockman démissionne de la présidence de l'entreprise et rapporte certains détails des événements,. Cette situation est suivie par la démission de trois chercheurs seniors de OpenAI : le directeur de recherche et responsable du GPT-4 Jakub Pachocki, le responsable des risques liés à l'IA Aleksander Madry et le chercheur Szymon Sidor,. Les journalistes Kara Swisher et Alex Heath indiquent que Ilya Sutskever, leader de l'équipe de recherche de OpenAI, a joué un rôle « déterminant » dans le licenciement d'Altman.
Le 18 novembre 2023, des discussions auraient eu lieu concernant le retour d'Altman dans son rôle de directeur de l'information sous la pression des investisseurs tels que Microsoft et Thrive Capital (en), qui ont condamné le départ d'Altman. Bien qu'Altman lui-même se soit exprimé en faveur de son retour chez OpenAI, il a déclaré envisager de créer une nouvelle entreprise et d'emmener avec lui d'anciens employés de OpenAI si les discussions n'aboutissaient pas. Le conseil d'administration a envisagé de démissionner, laissant Altman et Brockman revenir, mais la date limite à laquelle certains employés s'étaient engagés à démissionner a été dépassée sans qu'un accord ne soit conclu. Le 19 novembre 2023, les négociations avec Altman pour revenir à l'entreprise échouent et Murati est remplacée par Emmett Shear pour assurer l'intérim en tant que directeur de l'information. Le conseil d'administration a contacté le PDG d'Anthropic, Dario Amodei, qui était un ancien exécutif chez OpenAI. Le but était de remplacer Sam Altman mais aussi potentiellement de fusionner les deux entreprises, mais Dario Amodei a décliné les deux offres.
Le 20 novembre 2023, le PDG de Microsoft, Satya Nadella, annonce que Altman et Brockman rejoindront l'entreprise pour diriger une nouvelle équipe de recherche sur l'IA avancée, et déclarent rester engagés envers OpenAI malgré les événements. Le partenariat n'a pas été certifié alors qu'Altman donne une autre opportunité au conseil d'administration de négocier avec lui. Environ 738 des 770 employés d'OpenAI, y compris Murati et Sutskever, ont signé une lettre ouverte déclarant qu'ils quitteraient leur emploi et rejoindraient Microsoft si le conseil d'administration ne réembauche pas Altman comme PDG puis démissionne,. Les investisseurs envisagent d'intenter une action en justice contre les membres du conseil d'administration en réponse aux démissions massives potentielles et au renvoi d'Altman. En réponse, la direction d'OpenAI a envoyé une note interne aux employés indiquant que les négociations avec Altman et le conseil d'administration sont de nouveau en cours et prendront du temps.
Le 21 novembre 2023, après des négociations continues, Altman et Brockman reviennent dans l'entreprise comme CEO et President, accompagnés d'un conseil d'administration restructuré composé de nouveaux membres, Bret Taylor (en) (en tant que président) et Lawrence Summers, et d'Adam D'Angelo qui reste. Brockman et Sutskever ne sont plus membres du conseil d'administration.

### Accords de non-dénigrement
Le 17 mai 2024, un article du journal Vox rapporte que OpenAI demande aux employés qui partent de signer un accord de non-dénigrement qui leur interdit à vie de critiquer OpenAI, ou même de reconnaître l'existence de l'accord. Daniel Kokotajlo, un ancien employé, a publiquement déclaré avoir renoncé à ses actions acquises dans OpenAI afin de partir sans signer l'accord,. Sam Altman a affirmé qu'il n'avait pas connaissance de la clause d'annulation des actions en cas de non-signature de l'accord, et que OpenAI ne l'a jamais utilisée pour annuler les actions d'un employé,. Vox a ensuite publié des documents et emails divulgués remettant en cause cette affirmation. Le 23 mai 2024, OpenAI a envoyé une note libérant ses anciens employés de l'accord.

### Usage militaire
Tandis que l'entreprise interdisait auparavant explicitement tout usage de ses modèles pour le développement d'armes et autres usages militaires, OpenAI a significativement modifié sa position concernant l'utilisation militaire de ses technologies en 2024.
En janvier 2024, la société annonce d'abord sa collaboration avec le Pentagone dans le domaine de la cybersécurité. En octobre 2024, elle officialise son engagement dans le secteur de la sécurité nationale, puis annonce en décembre un partenariat avec Anduril Industries (en), une entreprise de technologie de défense, pour développer des systèmes de défense anti-drones destinés aux forces américaines et alliées.

### RGPD
Max Schrems, au nom de l'association NOYB, a déposé plainte auprès de la Datenschutzbehörde (de) (DSB), pour non-respect des règles du RGPD. En effet, il souligne qu'il est possible d'avoir accès à des données personnelles par ChatGPT, sans pour autant avoir la possibilité de les corriger si ces informations se révèlent inexactes. Selon NOYB, trois articles du RGPD sont enfreints : 
- l'article 5, qui stipule que les données personnelles doivent être exactes et mises à jour si nécessaire ;
- l'article 16, qui stipule que les individus ont le droit de modifier ou supprimer les données personnelles les concernant ;
- l'article 15, qui stipule que les entreprises détentrices de données personnelles doivent être dans la capacité de les montrer, ainsi que les sources utilisées.

NOYB remarque qu'inventer de fausses informations sur les individus est en soi problématique. De plus, OpenAI est dans l'incapacité de se conformer au RGPD en ce qui concerne le droit des individus.

### Droit d'auteur
L'entreprise a également fait l'objet de controverses concernant le respect des droits d'auteur. Suchir Balaji, ancien chercheur employé par l'entreprise, affirme que la société enfreint les lois sur le droit d'auteur,.